# 赵建中
赵建中（1950年—），中国人民解放军陆军退役中将，河北省海兴县人。
1997年，担任陆军139师代师长。1998年10月，任陆军第47集团军参谋长；1999年7月任陆军第47集团军副军长、甘肃省军区司令员；2004年，任总参谋部动员部部长。2007年6月，任兰州军区副司令员。2013年12月到龄退役。